# Wincenty Ankudowicz
Wincenty Ankudowicz (ur. w 1792 w guberni kijowskiej, zm. 3 kwietnia 1856 w Petersburgu) – polski i rosyjski matematyk, profesor Uniwersytetu Petersburskiego.

## Życiorys
Absolwent petersburskiego Głównego Instytutu Pedagogicznego (1811–1816), następnie przez trzy lata wykładał matematykę na macierzystej uczelni. W okresie 1819–1847 zatrudniony jako nauczyciel akademicki na Uniwersytecie Petersburskim, gdzie w 1831 uzyskał tytuł profesora nadzwyczajnego. Oprócz pracy na uniwersytecie wykładał matematykę w innych stołecznych uczelniach: Instytucie Górniczym, Szkole Inżynierów Cywilnych i Michajłowskiej Szkole Artylerii w Petersburgu. Jako dydaktyk specjalizował się w teorii prawdopodobieństwa, statyce i zwłaszcza w balistyce. Był pierwszym w Rosji propagatorem naukowego opracowania balistyki.